# Radašinovci
Radašinovci su naseljeno mjesto u Zadarskoj županiji, u općini Benkovac na njenom krajnjem jugu.
Nekadašnji naziv mjesta bio je Radošinovci, a 2015. preimenovano je u Radašinovci.

## Zemljopis
Selo graniči sa selima u okruženju: Vrana zapadno, Pristeg i Dobra Voda sjeverno i Banjevci istočno. Na jugu sela u cjeloj dužini proteže se Vransko jezero.
Na ulazu u selo iz pravca Vrane protječe potok Škorobić koji je do uvođenja vodovodnog sustava napajao okolno stanovništvo pitkom vodom.

## Stanovništvo
Prema popisu stanovništva iz 1991. u selu je živjelo 479 stanovnika:
- 371 hrvatske nacionalnosti (78%);
- 101 srpske nacionalnosti (21%);
- 7 ostali (1%).

Prema popisu stanovništva iz 2001. u selu je živjelo 266 stanovnika (s preko 95% Hrvata).
| broj stanovnika | 178   | 458   | 170   | 161   | 211   | 242   | 419   | 422   | 435   | 493   | 541   | 508   | 426   | 479   | 266   | 238   | 197   |
|                 | 1857. | 1869. | 1880. | 1890. | 1900. | 1910. | 1921. | 1931. | 1948. | 1953. | 1961. | 1971. | 1981. | 1991. | 2001. | 2011. | 2021. |

## Gospodarstvo
Stanovništvo sela većinom živi od stočarstva i poljoprivrede.

## Kultura
U selu se nalazi crkva svetog Ante, kao i seoski bunar Mejaš koji je iskopan za vrijeme vladavine Mlečana na tom području.